# Summer World University Games 2025/Teilnehmer (Malaysia)
| Gelbes Symbol für Goldmedaillen mit stilisierten Olympischen Ringen | Graues Symbol für Silbermedaillen mit stilisierten Olympischen Ringen | Braundes Symbol für Bronzemedaillen mit stilisierten Olympischen Ringen |
| ------------------------------------------------------------------- | --------------------------------------------------------------------- | ----------------------------------------------------------------------- |
| —                                                                   | 1                                                                     | 1                                                                       |

Malaysia nahm an den Summer World University Games 2025 vom 16. bis zum 27. Juli mit 61 Athleten (38 Männer und 23 Frauen) teil.

## Medaillen

### Medaillenspiegel
| Rang   | Sportart  | Gold | Silber | Bronze | Gesamt |
| ------ | --------- | ---- | ------ | ------ | ------ |
| 1      | Schwimmen | –    | 1      | –      | 1      |
| 2      | Badminton | –    | –      | 1      | 1      |
| Gesamt | Gesamt    | 0    | 1      | 1      | 2      |

### Medaillengewinner
| Name/n          | Sportart  | Wettkampf      |
| --------------- | --------- | -------------- |
| Silber          |           |                |
| Khiew Hoe Yean  | Schwimmen | 400 m Freistil |
| Bronze          |           |                |
| Wong Ling Ching | Badminton | Dameneinzel    |

## Teilnehmer nach Sportarten

### Badminton
| Männer - Bryan Jeremy Goonting - Mohamad Razif M Fazriq - Xun Liew - Yee Hern Wee - Eogene Ewe - Jing Hong Kok | Frauen - Xin Jie Lee - Yeen Yuan Low - Vannee Gobi - Clarissa San - Ling Ching Wong - Siti Zulaikha |

### Bogenschießen
| Männer - Mohamad Firdaus Mohd Rusmadi - Muhammad Haziq Bin Khalil - Muhammad Akid Bazli Ezaidin - Nabil Thaqif Bin Saharuddin - Mohamad Syafiq Md Ariffin - Muhammad Nur Azimi Mohamad Norwafi | Frauen - Ariana Nur Dania Mohamad Zairi - Syaqiera Mashayikh - Alia Qursyiah Binti Mazlan - Nur Nisa Aliya Binti Muhamad Radzif - Nurul Syaza Husna Binti Mahari - Natasha Binti Mohd Shahruddin |

### Leichtathletik
| Männer - Aliff Iman Fahimi - Mohd Fahmi Mab - Aidil Auf Hajam - Muhammad Aidil Azurl - Osman Umar Bin - Muhammad Fakrul Afizul Bin Nasir - Mohammad Hisham - Mohd Raimi Mustafa Kamal - Wan Muhammad Fazri - Felix Jurus Farrell Glenn - Muhammad Naufal bin Shahrul - Jonah Chang Anak Rigan - Mohd Raffi Mihb | Frauen - Nur Afrina Batrisyia - Azreen Nabila Alias - Chelsea Cassiopea Evali Bopulas - Mandy Goh Li - Nurul Aliah Nor Azmi - Jamain Hizillawanty - Grace Wong Xiu Mei - Ng Jing Xuan - Nani Shahirah Maryata - Ashikin Abas |

### Schwimmen
| Männer - Bryan Leong Xin Ren - Andrew Goh Zheng Yen - Arvin Chahal - Yin Chuen Lim - Khiew Hoe Yean - Tan Khai Xin |

### Taekwondo
| Männer - Fu Cern Put Thai - Ahmad Nor Iman Hakim Rakib - Muhammad Syafiq Zuber - Ken Haw Chin - Muhammad Luqman Haqim Mohd Suhaimi - Jun Wei Jason Loo - Randy Owen Anak Augustine Linggi | Frauen - Mei Yee Yow |

### Turnen

#### Gerätturnen
| Männer - Chun Chen Ng |